# 内田雄一郎
内田 雄一郎（うちだ ゆういちろう、1966年2月8日 - ）は、日本のベーシスト、作曲家。東京都中野区出身。愛称は『うっちー』。インディーズ時代に使っていた芸名は「ユウ」、「ゆう」、「内田ユウ」など。日本大学鶴ヶ丘高等学校卒業。
筋肉少女帯、水戸華之介＆3-10chain、NESSのメンバー。筋肉少女帯の大槻ケンヂとは中学校からの付き合いである。

## 経歴
- 1979年、同じ中学に在籍する大槻ケンヂらとロックバンド「ドテチンズ」（ザ・ドンズ）を結成。きっかけは、内田の13才の誕生パーティーで友人が自作の歌を即興で披露したことだった。内田はエレクトーンを担当。同バンドはメンバーの進学を期に自然解散した。
- 1982年2月、大槻ケンヂとロックバンド「筋肉少女帯」を結成（当時のバンド名は「筋肉少年少女隊」）。当初はエレクトーンを弾いていたが、すぐにベースに転向した。同時期に高校（日本大学鶴ヶ丘高等学校）の先輩であったケラ（現ケラリーノ・サンドロヴィッチ）と大槻の三人でユニット「空手バカボン」を結成、1983年にはケラの主宰していたナゴムレコードからインディーズデビューした。
- 1988年6月、「筋肉少女帯」としてトイズファクトリーよりメジャーデビュー。同年10月に始まった「大槻ケンヂのオールナイトニッポン」では「大槻の話相手」として、スタジオの中に入っていた。
- 1989年3月、爆風スランプのベースとして、「ザ・ベストテン」に出演（江川ほーじん脱退によるサポート）。
- 1995年、大槻のソロデビューに伴い、サポートの一員としてソロライブツアーに同行。
- 1998年、インディーズレーベル「ウチダレコード」を立ち上げ。翌年の8月8日には二階堂カズミをプロデュースしたアルバム『にかたま』を発売、ライブも行う。
- 1999年7月1日、メンバー3人の脱退により、筋肉少女帯が活動を凍結。内田は筋肉少女帯メンバーとして屋号を守りつつ、大槻ケンヂ、三柴理らと共に新たなバンド「特撮」を結成。
- 2000年、「特撮」を脱退。その後、大槻とはしばらく疎遠になってしまう。同年、中山加奈子らと「水戸華之介＆3-10chain」結成。
- 2003年、「トウスケプロジェクト」に参加。
- 2005年5月5日、「大槻ケンヂののほほん学校」にサプライズゲストとして登場。大槻と「仲直り」をする。
- 2006年7月、大槻ケンヂと橘高文彦の再加入により、筋肉少女帯は「解凍」。活動を本格的に再開させた。
- 2010年9月、三柴理、長谷川浩二と「Thunder You Poison Viper」結成。
- 2011年6月、三浦俊一、戸田宏武、河塚篤史と「NESS」結成。同年、ファンキー末吉プロデュースの爆風スランプトリビュートアルバム『We Love Bakufu Slump』に参加（2011年12月25日発売）。
- 2017年1月、初のソロ作品『SWITCHED ON KING-SHOW』を発表。

## 人物
- 筋肉少女帯のオリジナルメンバーであり、唯一バンドを離れたことがない。同バンド結成当初はキーボード（エレクトーン）を担当していたが、大槻がベースを弾きながらだと歌えなかったため、ポジションチェンジでベースを弾くようになる。メジャーデビュー後は、主に「スペクター NS-2 OIL」を使用。ピック弾きであり、「下品な音」を心掛けているという[1]。
- 影響を受けた音楽は、エマーソン・レイク・アンド・パーマーやキング・クリムゾン、イエスといったプログレッシブ・ロックが主で、他に沢田研二や野口五郎、太田裕美といった歌謡曲も愛聴している[2]。
- 非常に寡黙で大人しい人物であり、筋肉少女帯がトーク番組に出演した時など、決まって一人静かに座っており、話を振られてようやく二言三言話す、というのが常である。また、天然パーマであり、インディーズ時代から髪をそのまま長く伸ばしていたが、筋肉少女帯が活動を再開した2000年代中頃からは縮毛矯正をしている。
- 大槻と同じで大のプロレスファンであり、家ではいつもFIGHTING TV サムライをつけているという[3]。また、ゲーム好きとしても知られ、週刊ファミ通に連載を持っていたほどである。
- 30年近いMacintoshユーザーである[4]。シムシティがリリースされた当時、ツアーにデスクトップ型のMacintoshを担いで持ち運んでいた逸話を持つ。
- 子供の頃は漫画家に憧れ、大槻と共に漫画家を目指していた。そのせいもあってアニメ・漫画文化に詳しい。特にB級ホラー漫画が好みであり、その趣味は筋肉少女帯の世界観にも反映されている。ひばり書房の単行本や、いばら美喜や好美のぼるといったマニアックな作家の貸本漫画を多数所持している。

## 逸話
小学6年生の時、家が火事で全焼した（幸い犠牲者は出なかった）。その後、中学校に進学し大槻と知り合ったのだが、たまたまその火事を目撃していた大槻が「ところであの火事を見たかい？すごかったね。あの家にいた奴は、もうボーボー燃えちゃって、今頃、天国に逝っちゃってんだろうねぇ？」などと話してきたため、内田は憮然とした顔で振り向き、「あれは、僕の家だよ。」と答えた。

このエピソードは、事あるごとに大槻が笑い話として披露しており、筋肉少女帯にまつわる有名なエピソードの一つとなっている。

## 作品

### CD
- SWITCHED ON KING-SHOW（2017年1月、Beat Surfers）
  - 筋肉少女帯の楽曲のテクノカバーアルバム

### DVD
- 内田雄一郎 ベーシック・ベース・セミナー（2006年8月、アトス・インターナショナル）